# رحیم جلیل
رحیم جلیل (زادهٔ ۳ ژوئن ۱۹۰۹ در خجند - درگذشتهٔ ۱۰ اکتبر ۱۹۸۹ در خجند) از نویسندگان فارسی‌زبان تاجیکستان دوران شوروی بود.
رحیم جلیل دبیر کانون نویسندگان تاجیکستان بود و در سال ۱۹۷۹ لقب «نویسنده خلق تاجیکستان» به او اعطاء شد.
وی در خانواده‌ای کفشگر به دنیا آمد و در سال ۱۹۲۷ آموزگار شد. چندی نگذشت که به روزنامه‌نگاری پرداخت و از سال ۱۹۳۱ تا ۱۹۵۱ برای روزنامه‌های گوناگون، از جمله برای تاجیکستان سرخ و شرق سرخ کار کرد.

## آثار
- شوراب
- آدمان جاوید (رمان)
- حمیده
- بازگشت از بهشت
- دختر مرمرین
- مأوای دل
- بعد باران
- لنین‌آباد (شعر)
- اثرهای منتخب رحیم جلیل
- گردش فلک
- حکایه‌ها
- پولاد گلرو
- شکست طلسمات
- در دل دوستان
- حصه از قصه : حکایه‌های هجوی
- نسیم سیر